# Lago Michigan
O lago Michigan, Míchigan ou Michigão é um dos cinco Grandes Lagos da América do Norte. É o único dos cinco Grandes Lagos completamente dentro das fronteiras dos Estados Unidos; os outros quatro são partilhados com o Canadá. O lago Michigan limita-se, em sentido horário a partir do sul, pelos Estados americanos de Indiana, Illinois, Wisconsin, e Michigan, cujo nome deriva do lago.

## Características
Com uma superfície de 57 750 km², é o maior lago de água doce nos EUA, e o quinto no mundo. O seu ponto mais profundo é a 281 m e contém um volume de cerca de 4 918 km³ de água. A sua superfície fica a 580 pés acima do nível do mar, o mesmo que o lago Huron, com que está ligado através dos estreitos de Mackinac. Geologicamente, o Michigan e o Huron formam uma única massa de água.
Cidades (com mais de 30 mil habitantes) nas margens do lago Michigan:
- Hammond
- East Chicago
- Gary
- Portage
- Michigan City
- Muskegon
- Milwaukee
- Green Bay
- Manitowoc
- Sheboygan
- Waukegan
- North Chicago
- Highland Park
- Evanston
- Chicago.

Cerca de 12 milhões de habitantes vivem em redor do lago Michigan, cujo extremo sul está densamente industrializado.

Localização do lago Michigan entre os Grandes Lagos

As praias do Lago Michigan, especialmente as praias do oeste do estado de Michigan e do norte de Indiana, são famosas pela sua beleza. A areia é macia e branca, e é frequente encontrar altas dunas de areia cobertas com ervas, e a água é fresca e surpreendentemente límpida. Da maioria das praias de Michigan, não é possível distinguir o Estado de Wisconsin, do outro lado do lago.
Nas margens do lago estão localizados alguns parques naturais, como o Sleeping Bear Dunes National Lakeshore e Indiana Dunes National Lakeshore. Parte das margens pertencem também às reservas de Hiawatha National Forest e Manistee National Forest. Parte do Michigan Islands National Wildlife Refuge está localizado no lago Michigan. 
As águas do lago Michigan desembocam no lago Huron, pelo estreito de Mackinac, e é parte da Hidrovia dos Grandes Lagos.
Quem viajar de carro e desejar atravessar o lago Michigan, pode fazê-lo através do serviço de ferries que opera entre Ludington e Manitowoc.